# 05式自走迫撃砲
05式自走迫撃砲(中国語；PLL-05自行迫榴炮、英語；PLL-05)は、中国人民解放軍陸軍の装輪式自走迫撃砲。92式装輪装甲車の車体上部に120mm自動迫撃砲を装備している。

## 概要
92式装輪装甲車をベースに開発された。 

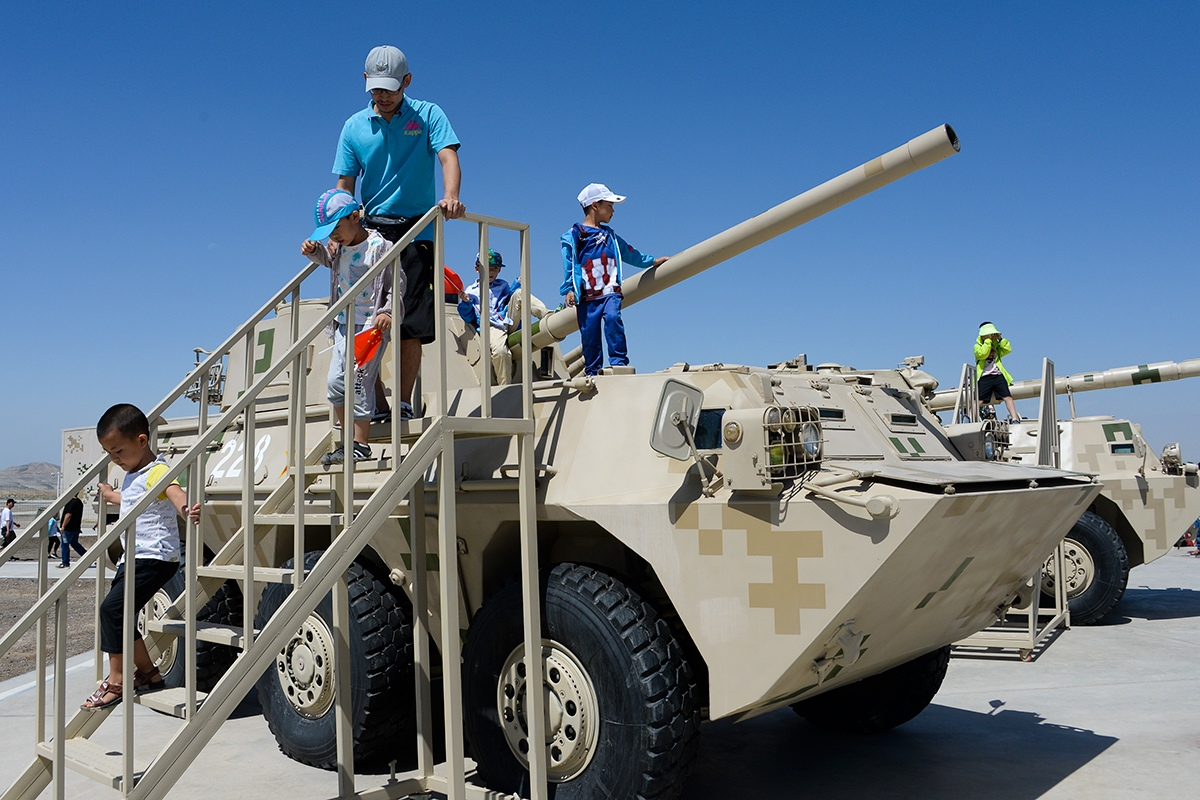
PLL-05

水上での最高速度は8km/h、最高速度は80km/h、最大走行距離は720km。フロント4輪補助パワーステアリング、NBCプロテクションシステム、セントラルタイヤプレッシャーレギュレーションシステム、砲塔の両側に取り付けられた3連の電動発煙弾発射機などを標準装備。
武装は、360度回転可能な溶接構造の完全密閉型砲塔を装備し、武装は120mm自動迫撃砲と85式12.7mm重機関銃。砲身にはマズルブレーキはなく、可動範囲は-4度から+80度、迫撃砲弾やグレネード、対戦車グレネードを発射でき、直接照準と間接照準の両方が可能で、36発の弾薬を搭載している。 
銃の照準や操作モードは、必要に応じてオートマチック、セミオートマチック、マニュアルとすることができる。 この砲には半自動装填装置が搭載されており、直接照準と間接照準の2種類の照準器が装備されている。最大発射速度は、グレネードが6～8発/分、迫撃砲グレネードが10発/分、対戦車グレネードが4～6発/分。

## 採用国
- 中華人民共和国
  - 人民解放軍陸軍